# 片岡敏郎
片岡 敏郎（かたおか としろう、1882年10月3日 - 1945年1月31日）は、戦前の広告業界で活躍したコピーライター（当時の呼び名で「アドライター」）の第一人者。「天才」と謳われた。静岡県焼津市出身。

## 生涯
旧制開成中学校卒業後、海軍兵学校を目指すも叶わず、静岡中学校を卒業。泉鏡花に師事して文筆家を目指すが挫折。1906年、シャム公使館に勤務。1909年から1912年まで渡航。広告業界に足を踏み入れるきっかけは本人曰く「たまたま見た森永（製菓）の広告がまるでダメで、これなら俺の方がよいものができる」と思ったからだという。帰国後の1913年、日本電報通信社（現・電通）に入社するも、翌年には、その森永製菓に広告部長として招かれ、ヒット広告を次々と打ち出す。特に当時の横綱・太刀山の手形に「天下無敵 森永ミルクキャラメル」と書き込んだ広告は大いに評判を呼んだ。

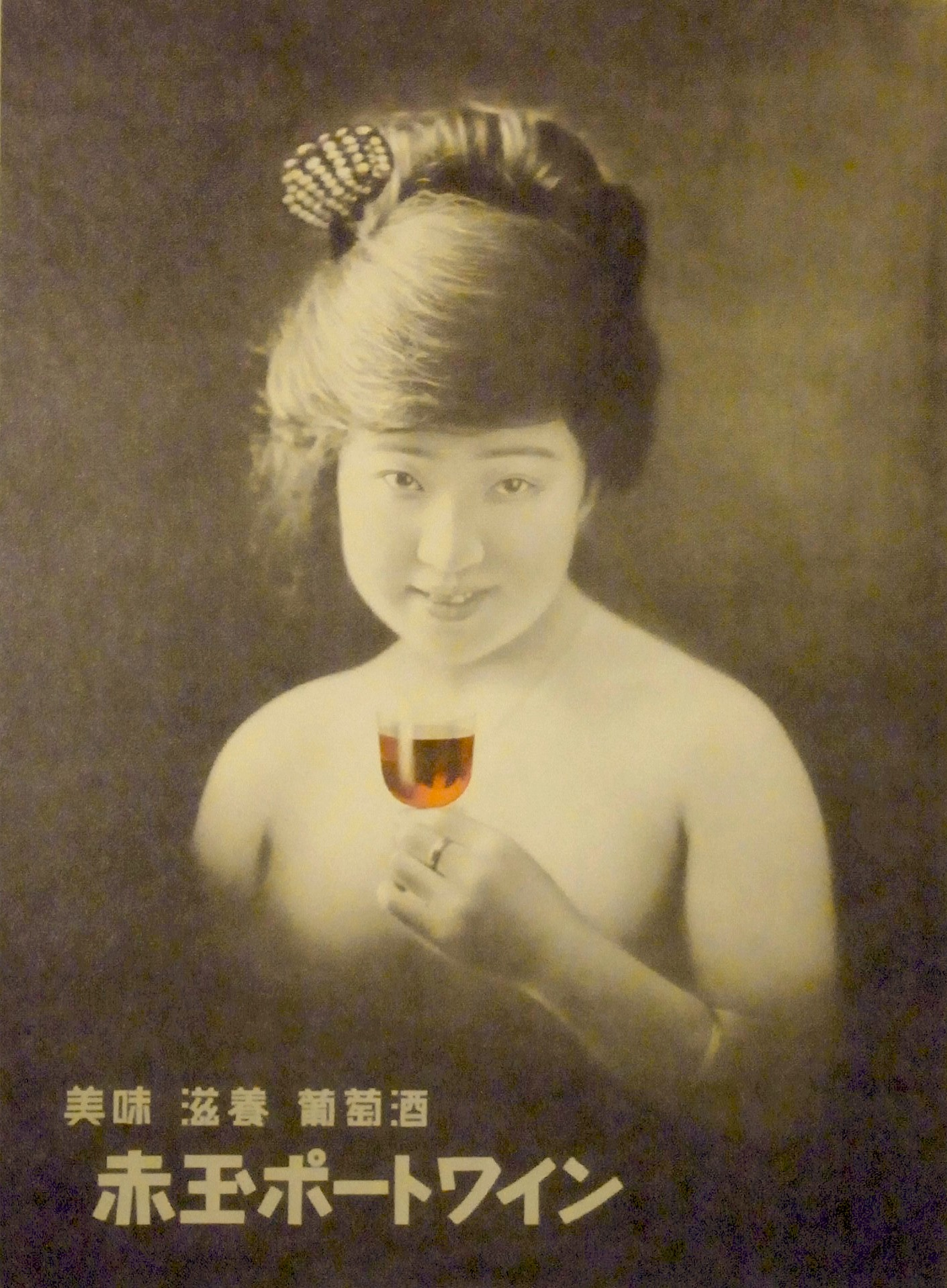
1922年（大正11年）発表された、壽屋（現・サントリーホールディングス）の赤玉ポートワインのポスター

1919年に壽屋（現・サントリーホールディングス）の創業者・鳥井信治郎にその才能を買われて、広告部長として移籍。ここでも「オラガビール」や「サントリー白札」（現・サントリーホワイト）、日本初のヌードポスターと騒がれた「赤玉ポートワイン」、「スモカ歯磨」など多数の傑作広告を残している。1932年には壽屋が経営難に伴う、スモカ歯磨の製造権売却に伴い、壽屋を退社。新たに設立された寿毛加社の取締役となる。以後片岡が制作に携わる広告は「スモカ歯磨」のみとなる。戦時下の1940年、新聞上で自由に広告文案を創作できないとして当時としては珍しい廃業広告を出したことでも知られている。1943年、寿毛加社を退職。
1945年1月31日、金沢市で逝去。64歳没。2005年、コピーライターとしての傑出した業績を讃え、東京コピーライターズクラブ（TCC）からTCC HALL OF FAME 2005（殿堂入り）が贈られた。

## 片岡の功績
片岡はスモカ歯磨のみならず、かつて森永製菓の宣伝部に在籍していた頃、森永キャラメルの広告に、当時人気力士の一人であった横綱、太刀山の手型を取り、そこに「天下無敵 森永ミルクキャラメル」とコピーを書き込むなど、型にはまらない自由な発想で広告を手掛け、今では基本となった広告にエンタテイメント性を持たせた人物として知られている。その後、入社した壽屋では、赤玉ポートワイン（現・赤玉スイートワイン）の宣伝にあたり、「発売そのものがニュースになる」広告として新聞紙の一頁を切り取り、そこに赤玉ポートワインと書いて、墨汁で丸を入れるという、まるで傍から見ると子供のイタズラと思われてもおかしくないような奇抜な広告を全国紙に掲載したことでも知られる。さらに1922年（大正11年）には、壽屋が当時所有していた赤玉歌劇団のプリマドンナとして名を馳せることになる松島栄美子をモデルに起用した「日本初のヌードポスター」を、同じく壽屋でデザインを担当していた井上木它と共に製作するなど、その精神は、壽屋がサントリーとなった現在でも、企業広告の企画立案に継承されており、功績は計り知れないものがある。
その他、壽屋が1929年（昭和4年）に発売した初の本格ウイスキーとなるサントリー白札の「醒めよ人！ すでに舶来妄信の時代は去れり 酔はずや人！ 我に国産至高の美酒 サントリーウヰスキーはあり！」との発売広告や、その翌年に発売されたオラガビールの広告「出たオラガビール 飲めオラガビール」のコピーならびに企画立案を担当するなどしている。これらの仕事の一端は『片岡敏郎スモカ広告全集』（マドラ出版）で窺い知る事ができる。
2017年2月2日には、NHK BSプレミアム 英雄たちの選択「スキャンダルかアートか？　広告のパイオニア・片岡敏郎」が放送され「戦前の広告界で“天才”の異名を取ったコピーライターの第一人者」として紹介される。

## 関連図書
- 『片岡敏郎スモカ広告全集』 スモカ歯磨き株式会社編 マドラ出版 1992.3
- 『広告エポックの人 片岡敏郎 ＜ブレーン別冊＞』 東京コピーライターズクラブ 編 誠文堂新光社 1968